# Dariusz Sośnicki

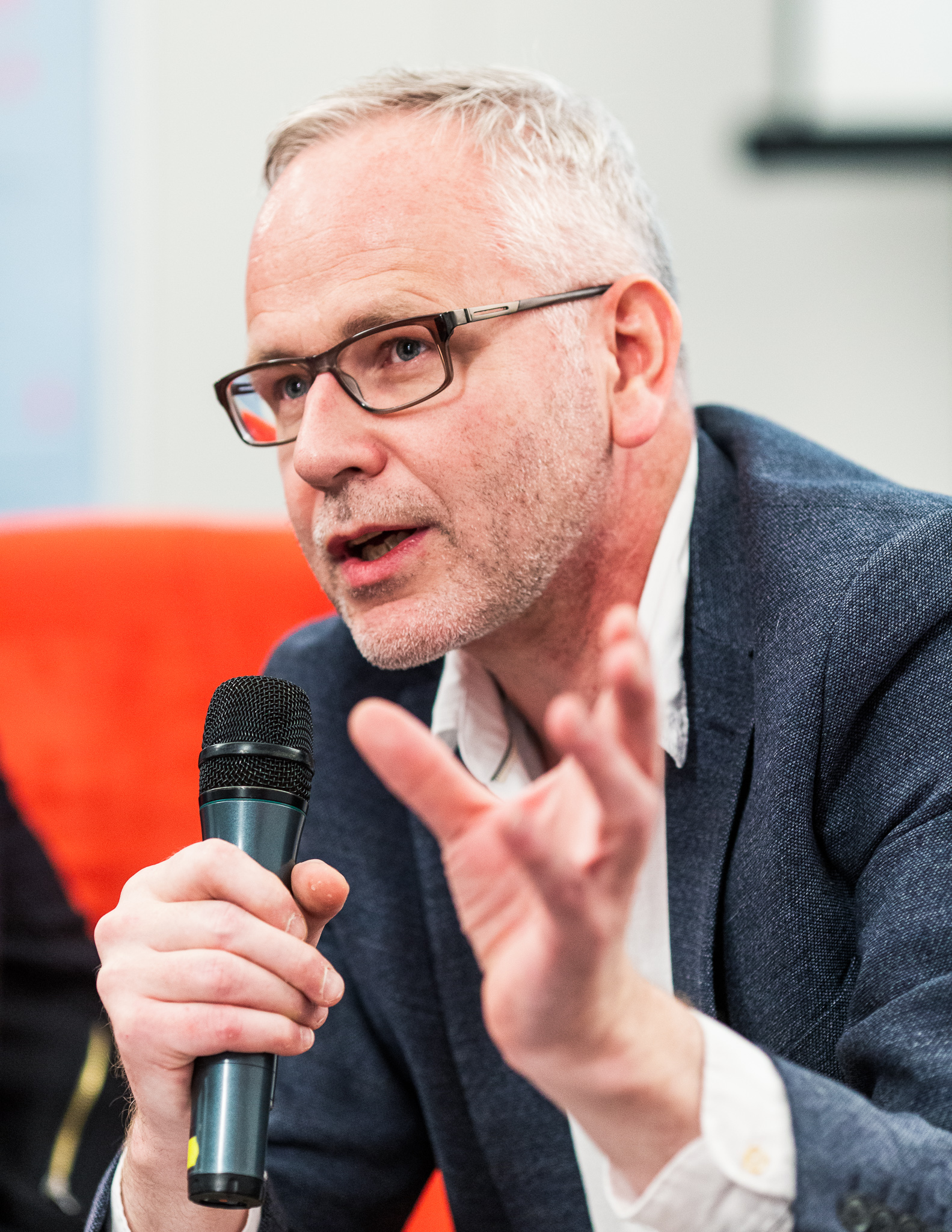
Dariusz Sośnicki (2019)

Dariusz Sośnicki (geboren 1969 in Kalisz) ist ein polnischer Schriftsteller und Redakteur.

## Leben
Sośnicki absolvierte ein Studium der Philosophie an der Adam-Mickiewicz-Universität Posen und ist Autor von elf Gedichtbänden. In deutscher Übersetzung hat er unter anderem in der Zeitschrift Schreibheft (Heft 84, 2015) und in der Anthologie Polnisch Poetisch (Buch|Bund, Berlin 2015) veröffentlicht. Buchauszüge seiner Gedichte sind in den Vereinigten Staaten und Rumänien erschienen.
In den 1990er Jahren war Sośnicki als Redakteur bei verschiedenen Literaturzeitschriften in Posen tätig. Von 2005 bis 2013 leitete er die Abteilung für polnische Prosa im W.A.B.-Verlag in Warschau, von 2015 bis 2020 war er Chefredakteur des Ossolineum-Verlags in Wrocław.
Heute arbeitet er bei dem Warschauer Verlag Filtry und unterrichtet Kreatives Schreiben an der Fakultät für Polonistik in Posen.
Für sein Schaffen erhielt er zahlreiche Preise und Auszeichnungen. Er war unter anderem Stipendiat des International Writing Program an der University of Iowa und des Albrecht-Lempp-Stipendiums, das von der Stiftung für deutsch-polnische Zusammenarbeit, dem Polnischen Buchinstitut und dem Literarischen Colloquium Berlin vergeben wird.
Dariusz Sośnicki lebt in Posen.

## Schriften
- Marlewo. Nachwort von Marcin Świetlicki, Pracownia, Ostrołęka 1994, ISBN 83-85867-04-X.
- Ikarus. Pomona, Wrocław 1998, ISBN 83-906544-9-0.
- Mężczyzna w dominie. [Blatt], Kunstzentrum – Dramatisches Theater, Legnica 1999, ISBN 83-87826-02-2.
- Symetria. Biuro Literackie Port Legnica, Legnica 2022, ISBN 83-88515-22-5.
- Skandynawskie lato. Biuro Literackie, Wrocław 2005, ISBN 83-88515-76-4.
- Folia na wietrze, Wiersze z tomów Marlewo i Ikarus. Biuro Literackie, Wrocław 2007, ISBN 978-83-60602-11-9.
- Państwo P. Biuro Literackie, Wrocław 2009, ISBN 978-83-60602-79-9.
- O rzeczach i ludziach. Wiersze zebrane 1991-2010, Biuro Literackie, Wrocław 2011, ISBN 978-83-62006-46-5.
- Spóźniony owoc radiofonizacji. Biuro Literackie, Wrocław 2014, ISBN 978-83-63129-80-4.
- Wysokie ogniska. Wiersze wybrane. Auswahl und Nachwort von Paweł Kaczmarski, WBPiCAK, Poznań 2014, ISBN 978-83-64504-01-3.
- Po domu. Biuro Literackie, Kołobrzeg 2021, ISBN 978-83-66487-53-6.
- Reprezentacja zwierząt, Wydawnictwo Warstwy, Wrocław 2025, ISBN 978-83-67186-83-4

### In anderen Sprachen
- Familia P. Übersetzung und Nachwort von Vasile Moga, Editura Tracus Arte & Casa de Editură Max Blecher, Bucureşti-Bistriţa 2011, ISBN 978-606-8126-79-1.
- The World Shared. Übersetzung und Vorwort von Boris Dralyuk und Piotr Florczyk, BOA Editions, Lannan Translations Selection Series, Rochester, NY 2014, ISBN 978-1-938160-34-9.

### Übersetzungen
- W. H. Auden: W podziękowaniu za siedlisko. Auswahl, Übersetzung und Nachwort von Dariusz Sośnicki, Biuro Literackie, Wrocław 2013, ISBN 978-83-63129-46-0.
- Julia Ebner: Coraz ciemniej. Ekstremiści w sieci. Übersetzt unter dem Pseudonym Adrian Zieliński, Polityka, Warszawa 2020, ISBN 978-83-64076-99-2.